# The March Of The Black Queen
„The March Of The Black Queen” - napisany przez Freddiego Mercury’ego utwór brytyjskiego zespołu Queen. Znalazł się na wydanym w 1974 roku albumie Queen II. Jak wspomniał Mercury podczas wywiadu w 1974, zaczął go pisać jeszcze przed powstaniem zespołu. Utwór został nagrany w Trident Studios w Londynie, jedynie miesiąc po wydaniu poprzedniego albumu zespołu w sierpniu 1973. Ze względu na jego złożoność, nagranie utworu było trudne i czasochłonne.
Całość była zbyt skomplikowana, by wykonać ją na żywo, jednak w latach 70. sekcja zawierająca tekst "My life is in your hands, I'll foe and I'll fie..." itd. była czasem dodawana do wykonywanych na żywo utworów medley z wokalami wykonywanymi przez Freddiego Mercury’ego i Rogera Taylora.
Gitarzysta zespołu, Brian May, uważa "The March Of The Black Queen" za poprzednika Bohemian Rhapsody i wspomina "Trzeba mieć na uwadze, że nagraliśmy już "My Fairy King" na pierwszy album i "The March Of The Black Queen" na drugi album, więc znaliśmy dobrze wycieczki Freddiego w dziwne obszary i to było coś, co bardzo nam się podobało."
Utwór kończy się wznoszącą progresją dźwięków, która osiąga punkt kulminacyjny w pierwszej sekundzie następnego nagrania, "Funny How Love Is".